# 刺孢裸胞壳
刺孢裸胞壳（学名：Emericella echinulata）是属于散囊菌目发菌科裸胞壳属的一种真菌，可生长在土壤等基物上。该种分布于中国、泰国、加拿大、印度、荷兰、巴基斯坦、英国、委内瑞拉等地。